# Église Saint-Aignan de Soisy-sur-École
L'église Saint-Aignan de Soisy-sur-École est une église paroissiale catholique, dédiée à saint Aignan, située dans la commune française de Soisy-sur-École, dans le département de l'Essonne en région Île-de-France.

## Historique
L'église est bâtie au XIIe siècle et le clocher date du XIIIe siècle.
Les nefs sont refaites aux XVe siècle-XVIe siècle ou au XVIIe siècle et le XVIIIe siècle pour la nef et le bas-côté.
L'église est restaurée dans les années 1980. L'association pour la sauvegarde de l'art français a versé 100 000 francs en 1987 pour la restauration du gros œuvre.
Depuis un arrêté du 27 février 1989, l'église est inscrite au titre des monuments historiques.

## Description
L'église possède une dalle funéraire du XIVe siècle et des culs de lampe du XIIe siècle. En outre elle conserve une Vierge polychrome du XIVe siècle.

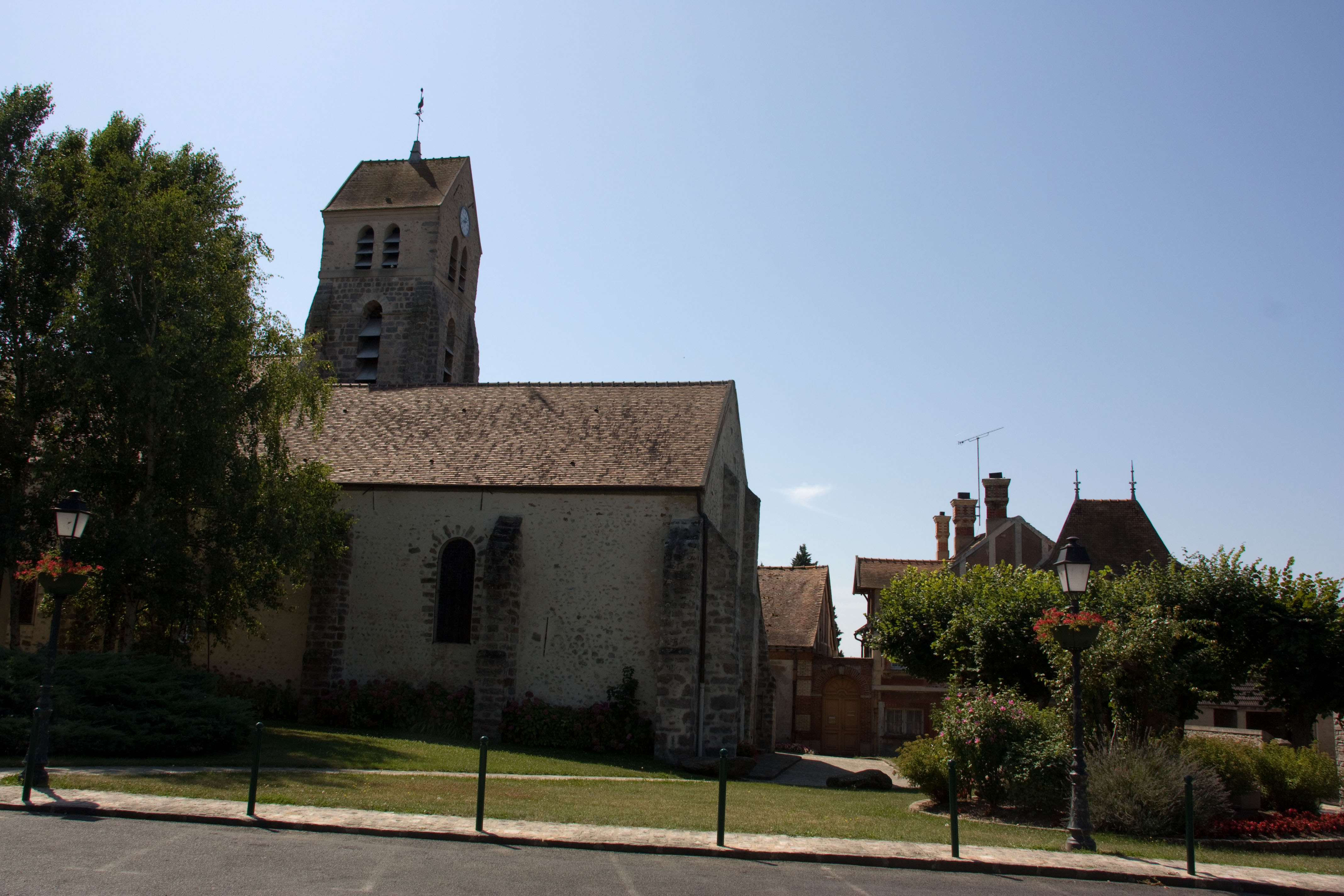
Vue extérieure
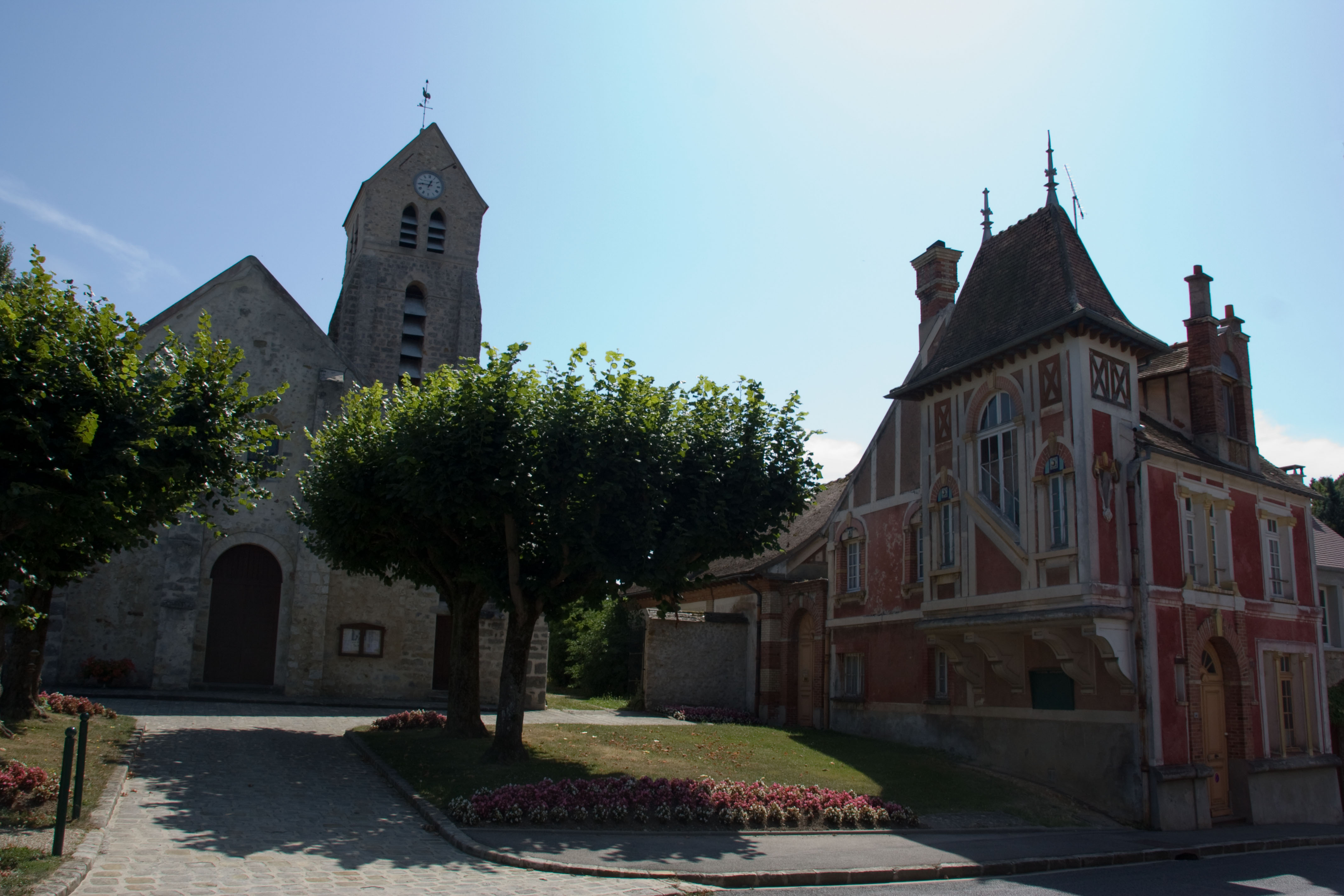
Vue extérieure
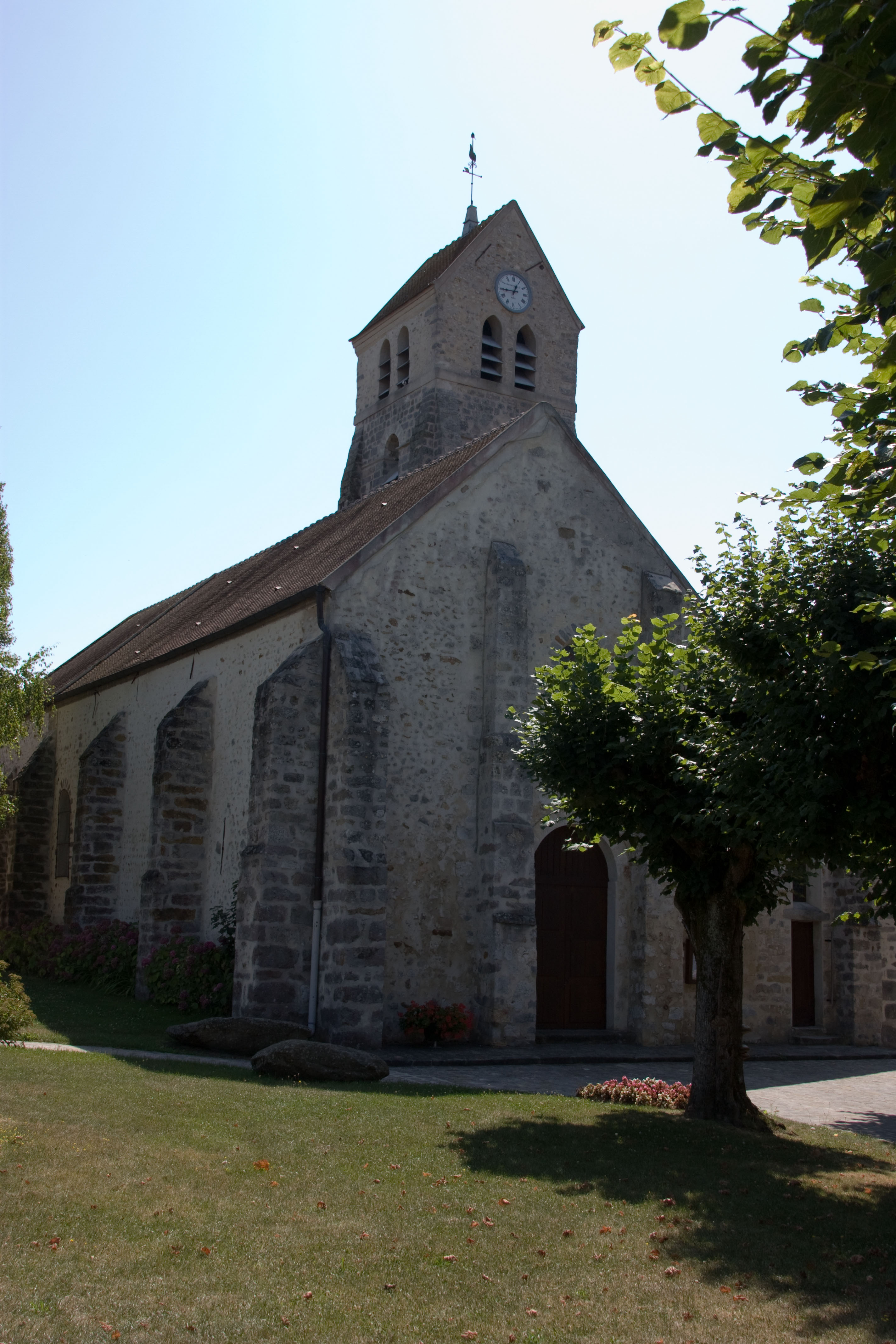
Vue extérieure

## Pour approfondir